# مهرداد بذرپاش
مهرداد بذرپاش (زادهٔ ۱۳۵۹) سیاستمدار اهل ایران است. وی از سال ۱۴۰۱ تا ۱۴۰۳ در دولت سیزدهم سمت وزیر راه و شهرسازی را برعهده داشت. او پیشتر در فاصله سال‌های ۱۳۹۹ تا ۱۴۰۱ به عنوان رئیس کل دیوان محاسبات کشور فعالیت می‌کرد. وی در انتخابات ریاست جمهوری ۱۴۰۳ نیز ثبت‌نام کرد. 
بذرپاش صاحب امتیاز روزنامهٔ وطن امروز نیز بوده‌است. او پیش از این عضو هیئت‌رئیسهٔ مجلس نهم شورای اسلامی نمایندهٔ مردم تهران، قائم‌مقام بنیاد تعاون سپاه، و معاون اجتماعی و امور استان‌های ستاد اجرایی فرمان امامو رئیس هیئت مدیره بنیاد اجتماعی احسان، مدیرعامل شرکت توسعهٔ صنعت و معدن تدبیر، معاون رئیس‌جمهور و رئیس سازمان ملی جوانان، مدیرعامل سایپا، مدیرعامل پارس خودرو و مشاور اجتماعی رئیس‌جمهور بوده‌است. در دولت سیزدهم، پس از کناره‌گیری رستم قاسمی، به عنوان وزیر پیشنهادی راه و شهرسازی به مجلس معرفی شد و رای اعتماد گرفت.

## زندگی
مهرداد بذرپاش در سالِ ۱۳۵۹ در تهران به دنیا آمد. پدرش، منصور بذرپاش، در جنگِ ایران و عراق کشته شد. بذرپاش با دختر علیرضا علی‌احمدی وزیر آموزش و پرورش دولت نهم ازدواج کرده‌است.

### وضعیت تحصیلی
او در سال ۱۳۷۷ در رشتهٔ مهندسی صنایع، گرایش تولید صنعتی در دانشگاه صنعتی شریف پذیرفته و در سال ۱۳۸۲ فارغ‌التحصیل شد. جهت طی دورهٔ فوق لیسانس به دانشگاه علامه طباطبایی رفت. وی در سال ۱۳۸۵ موفق به اخذ مدرک کارشناسی ارشد مدیریت اجرایی از این دانشگاه شد. او دکتری تخصصی (PhD) خود را در رشتهٔ مدیریت تکنولوژی در دانشگاه علامه طباطبایی گذراند و مدرک خود را اخذ نمود.

### سوابق کاری
مهرداد بذرپاش، عضو هیئت علمی گروه مدیریت و سیاست‌گذاری رسانه دانشگاه صداوسیما است. او دارای دکتری تخصصی رشته مدیریت تکنولوژی و کارشناسی ارشد مدیریت اجرایی (گرایش برنامه‌ریزی استراتژیک) از دانشگاه علامه طباطبایی و کارشناسی مهندسی صنایع از دانشگاه صنعتی شریف است. بذرپاش در طول فعالیت‌های خود مسئولیت‌های متعددی داشته است، از جمله وزیر راه و شهرسازی دولت سیزدهم، رئیس دیوان محاسبات کشور، نماینده مردم تهران، ری و شمیرانات و عضو هیئت رئیسه نهمین دوره مجلس شورای اسلامی، معاون رئیس‌جمهور و رئیس سازمان ملی جوانان، و مدیرعامل گروه خودروسازی سایپا. او همچنین مدیرعامل پارس خودرو، رئیس کمیسیون مشترک همکاری اقتصادی ایران و ترکیه و چندین کشور دیگر، و عضو هیئت نمایندگان اتاق بازرگانی و صنایع و معادن ایران بوده است.
سوابق کاری

### فعالیت دانشجویی
بذرپاش در دوران کارشناسی در دانشگاه شریف سرپرست بسیج دانشجویی بود. در همان اوایل تحصیل دانشگاهی، او نشریه بهاران را که عنوان بهترین نشریه دانشجویی را به خود گرفته بود، تأسیس کرد. وی از سال دوم تحصیل به عضویت بسیج دانشجویی درآمد و یکی از فعالیت‌های او برخورد با فعالان دانشجویی در تجمع اعتراضی دانشجویان در خصوص حکم اعدام هاشم آغاجری در سال ۱۳۸۲ بود. در همان سال وی در مصاحبه‌ای با یکی از نشریات شریف در خصوص فعالیت خود در این تجمعات چنین گفت: «هر جا هتاکی باشد ما هستیم.» از دیگر اقدامات او در آن سالها می‌توان به «شکستن تریبون دانشجویان دانشگاه علامه» (سال ۸۱) یا «ورود به دفتر انجمن اسلامی دانشجویان دانشگاه شریف» (سال ۸۲) اشاره کرد.
سید محمدهادی رضوی، که بابت فساد در بانک سرمایه و صندوق رفاه فرهنگیان به ۲۰سال زندان محکوم شده، منتقدان ریاست مهرداد بذرپاش بر دیوان محاسبات کشور را «مفت‌خور» خوانده‌است. او در یک استوری اینستاگرامی نوشت: «مهرداد بذرپاش نازنین نمی‌دانم چرا یک عده مفت‌خور ناراحت شدن شرکت همراه اول افتخار داشته باشه مدیری مثل شما داشته باشه… بعضی جوانانی که الان مدیر شدن فکر می‌کنن فقط جوان بودن مهمه بلکه جوان متعهد و انقلابی بودن اهمیت دارد.» او همچنین بیان کرده که بذرپاش برای سال ۱۴۰۰ کاندیدای ریاست جمهوری خواهد شد.

گفته می‌شود بذرپاش و سید محمدهادی رضوی رابطه بسیار نزدیکی با یکدیگر دارند. علی غفاریان مدیر مسئول صراط در همین زمینه در توییتی که در صفحه شخصی خود منتشر کرده نوشت:
«گفته می‌شود سیدهادی رضوی داماد دادگاهی شریعتمداری (وزیر کار) از دوستان نزدیک بذرپاشه و تو انتخابات هم خیلی به ایشون کمک کرده و قراره باز هم کمک کنه. در ایام انتخابات ریاست جمهوری ۹۶، هادی رضوی به چه دلیل به دفتر بذرپاش تردد می‌کرد؟ به نظرتون این موضوع شفاف سازی بشه بهتر نیست؟»

## مسئولیت‌ها

### فعالیت در شهرداری
پس از انتخاب احمدی‌نژاد به‌عنوان شهردار تهران در سال ۸۱، اقدام به تأسیس گروه مشاوران جوان شهردار تهران به‌عنوان حلقهٔ رابط میان شهرداری تهران و جوانان نمود و از بذرپاش جهت ریاست این گروه دعوت به عمل آورد. بذرپاش گفته‌است: «هدف از این گروه، شکستن لایه‌های بسته مدیریتی به سود جوانان بود. ۵۰۰ جوان مشاور دستگاه‌ها شدند و بسیاری از کارهای خوب دولت قبل با همت آنها جلو رفت.» پس از چندی، بذرپاش به‌عنوان مدیر فرهنگسرای خاوران نیز برگزیده شد.

### پارس‌خودرو و سایپا
مهرداد بذرپاش در فروردین ۱۳۸۶ به‌عنوان مدیرعامل شرکت پارس‌خودرو انتخاب و با حُکم احمد قلعه‌بانی، مدیرعامل وقت سایپا به این سمت منصوب شد. و در بهمن ماه ۱۳۸۶ حکم بذرپاش به‌عنوان «مدیرعاملی گروه خودروسازی سایپا» صادر شد. عمر مدیریت بذرپاش در سایپا حدود دو سال بود و در سال ۱۳۸۸ جای خود را به نعمت‌الله پوستین‌دوز داد. در این دوران کوتاه، «تیبا» به‌عنوان نخستین خودروی ایرانیِ شرکت سایپا تولید و به فروش رسید. برای نخستین‌بار در تاریخ خودروسازی ایران، سهم سایپا از ایران‌خودرو پیشی گرفت و در آن برهه، به‌عنوان بزرگ‌ترین گروه خودروسازی کشور شناخته شد و عمدهٔ شاخص‌های مالی سایپا بهبود یافت.

### سازمان ملی جوانان
وی در تاریخ اول مرداد ۱۳۸۸ شمسی طی حکمی به سمت معاون رئیس‌جمهور و رئیس سازمان ملی جوانان منصوب شد و در تاریخ ۲۸ آذر ۱۳۸۹ در جلسهٔ هیئت دولت برکنار شد. برخی منابع علت این برکناری ادامه تحصیل بذرپاش در مقطع دکتری اعلام کرده‌اند و برخی نیز علت را مخالفت او با برخی سیاستهای دولت دانسته‌اند. در دوران ریاست کوتاه بذرپاش بر سازمان ملی جوانان جشنواره سراسری «جوان ایرانی» در ۱۶ بخش و با مشارکت ۲۵۱ هزار جوان برگزار شد.

### نمایندگی مجلس
مهرداد بذرپاش در انتخابات نهمین دوره مجلس شورای اسلامی از حوزهٔ انتخابیه تهران، ری، شمیرانات، اسلامشهر و پردیس موفق به حضور در مجلس شورای اسلامی شد. او در مرحلهٔ نخست، با ۳۵۱٬۵۲۵ رأی به‌عنوان نفر بیستم انتخاب شد و در مرحلهٔ دوم وارد مجلس شد. وی در مجلس نهم با رأی نمایندگان به‌عنوان عضو هیئت‌رئیسه انتخاب شد.

### دیوان محاسبات
در اول مرداد ۱۳۹۹ وی به‌عنوان رئیس دیوان محاسبات با ۱۵۸ رأی نمایندگان انتخاب شد.

#### حاشیه‌های معرفی و انتصاب
نامزدی مهرداد بذرپاش برای ریاست دیوان محاسبات با مخالفت‌هایی رو به رو شده بود. از جمله احمد توکلی، نماینده پیشین مجلس، در نامه‌ای به محمدباقر قالیباف، رئیس مجلس، خواستار تجدیدنظر در معرفی او برای این پست شده بود. در این نامه به عدم وجود «سابقه کافی و تحصیلات مرتبط» بذرپاش برای ریاست دیوان محاسبات اشاره شده بود. توکلی گفت: «تبصره ۱ ماده ۵۱ قانون آئین‌نامه داخلی مجلس می‌گوید که داوطلب باید حداقل ۲۰ سال سابقه کار داشته باشد. در حالی که سابقه کار نامبرده به ۱۷ سال هم نمی‌رسد». او انتقاد کرده بود که بذرپاش دوران فعالیتش در سازمان بسیج دانشجویی را نیز به عنوان سابقه کار خود محسوب کرده‌است که طبق قانون جز اشتغال محسوب نمی‌شود.
احسان ارکانی نماینده مردم نیشابور و فیروزه و زبرخان در مجلس شورای اسلامی گفته‌است، در خصوص شبهه ایجاد شده دربارهٔ سابقه ۲۰ سال سابقه کار بذرپاش –یکی از شروط نامزدی ریاست دیوان محاسبات- نوشت: «سوابق و مدارک ۲۰ سال سابقه کار از ایشان خواسته شد و آقای بذرپاش هم کلیه مستندات سابقه کار خود را که «از ابتدای سال ۱۳۷۹» بود ارائه نمود و این موضوع توسط آقای مهندس منصور رحیمی فرمانده گردان تخریب لشکر ۲۷ محمد رسول‌الله، فارغ‌التحصیل دانشگاه شریف و رئیس پژوهشکده‌ای که طی سال‌های ۱۳۷۹ تا ۱۳۸۲ آقای بذرپاش در آن مشغول بکار بودند مورد تأیید قرار گرفت.»
کمی بعد بذرپاش اعلام کرد که سابقهٔ کاری او در دوران دانشجویی به‌دلیل عضویت در بسیج نبوده‌است. وی افزود: «بنده از سال ۷۹ تا نیمهٔ سال ۸۲ در مراکز تحقیقاتی و پژوهشی دانشگاه صنعتی شریف مشغول به کار بوده و افتخار همکاری با شهید مصطفی احمدی روشن را داشتم.» حامیان او نیز با انتشار نامه‌ای صادرشده در سال ۱۳۸۳ از «پژوهشکدهٔ سامانه‌های هوشمند صنعتی شهید رضایی»، سعی کردند تا فعالیت او را در نوزده سالگی به‌عنوان معاون آموزشی این پژوهشگاه، حد فاصل سال‌های ۱۳۷۹ تا ۱۳۸۲ تأیید کنند.
اما نامهٔ انتشاریافته ابهامات بسیاری داشت. از جمله آدرس مؤسسه در زمان ثبت در سربرگ نامه و در واقع تغییر آدرس مؤسسه، و فونت «ایران نستعلیق» استفاده شده‌است که در زمان تاریخ صدور نامه وجود نداشته‌است.همچنین، ایرادات دیگری از سوی منتقدان مبنی بر «چگونگی فعالیت مهرداد بذرپاش به‌عنوان معاون آموزشی در زمانی که دانشجوی سال دوم لیسانس بوده» مطرح شده و اینکه «چگونه یک پژوهشکده معاونت آموزشی دارد؟» و همچنین که «غلامرضا رضایی، در زمان دانشجویی مهرداد بذرپاش در قید حیات بوده‌است یا نه؟» پژوهشکدهٔ مزبور برای توضیح ابهامات پیش‌آمده بیانیه‌ای منتشر و در آن ذکر کرد که گواهی پژوهشکده برای سابقهٔ اشتغال بذرپاش به درخواست وی بر روی سربرگ‌های جدید پژوهشکده با توجه به شواهد و تأیید ریاست وقت پژوهشکده صادر شده‌است. نکتهٔ جالب توجه این است که تاریخ سربرگ این نامه همان‌طور که در تصویر به وضوح دیده می‌شود، ۳ آبان ۱۳۸۳ ذکر شده‌است. پایگاه خبری دیده‌بان ایرانیان گزارش کرده‌است که «طبق آگهی تاسیس؛ مؤسسه شهید رضایی، سال ۱۳۹۲ ثبت و تأسیس شده‌است» یعنی ۱۱ سال قبل از تاریخ ثبت آگهی تأسیس و با این حساب سال شروع فعالیت ایشان ۱۳ سال پیش از تأسیس پژوهشکده و در سال ۷۹ می‌باشد. همچنین «سید محسن دهنوی»، نماینده تهران «عضو هیئت‌مدیره» این پژوهشکده است.

## بذرپاش عملکرد وزارت راه و شهرسازی در دولت سیزدهم را تشریح کرد
وی با اشاره به نام گذاری دولت چهاردهم به نام «وفاق ملی» خاطرنشان کرد: معاونان اینجانب از زمان آقای دکتر آخوندی، مهندس اسلامی، مرحوم قاسمی در مسئولیت‌های خود حضور داشتند و به این مسأله افتخار می‌کنم.
وی تصریح کرد: برخلاف ادعای برخی رسانه‌ها، جدایی خانم صادق مالواجرد از این وزارتخانه بر پایه عزل نبوده بلکه به درخواست ایشان بوده است و در این مسیر برای ایشان آرزوی موفقیت دارم و وزیر راه و شهرسازی به کمک رئیس جمهوری به لحاظ معنوی و برای رفع موانع نیاز دارد.
وی افزود: با توجه به اینکه همکاران ما در ایام مختلف سال مانند نوروز، حج و اربعین مشغول خدمت‌رسانی هستند، حمایت رئیس جمهوری ضامن پیشرفت کارها در بسیاری از امور است.
بذرپاش در ادامه به تشریح گزارشی از عملکرد دوره مسئولیت خود به عنوان وزیر راه و شهرسازی پرداخت و گفت: طبق آمار رسمی، مسکن از رشد منفی ۶.۹ در سال ۱۴۰۰ به مثبت ۷.۱ در سال در سال ۱۴۰۲ رسید. همچنین رشد تشکیل سرمایه ثابت در بخش مسکن و ساختمان به گواه مرکز آمار از منفی ۱۳.۹ در سال ۹۹ به مثبت ۳.۴ در سال ۱۴۰۳ رسید.
وی افزود: ۱۰۰ هزار قطعه زمین شامل ۵۰ هزار قطعه در شهر و ۵۰ هزار قطعه در روستاها تأمین شد و در مدار ساخت قرار گرفت و از ۲۴۰ هزار واحد مسکن مهر که به دولت سیزدهم به ارث رسیده بود ۱۳۸ هزار واحد امسال تحویل مردم شد.
وزیر سابق راه و شهرسازی بیان کرد: احداث ۲۷ شهر ساحلی در شورای عالی معماری و شهرسازی به تصویب رسید که عملیات اجرایی سه شهر شروع شد و در مجلس شورای اسلامی مصوب شد که سرمایه بانک مسکن به عنوان نهاد مولد مسکن در کشور ۱۰۰ همت افزایش یابد که هنوز موفق به افزایش سرمایه این بانک نشدیم.
بذرپاش گفت: سامانه خودنویس برای ساماندهی بازار اجاره مسکن راه اندازی شد که تا کنون از ثبت ۸۵۰ هزار قرارداد عبور کرده است. همچنین قانون مالیات بر خانه‌های خالی که تصویب آن به قبل از انقلاب باز می‌گردد، اجرایی نشده بود که این اقدام برای اولین بار در دولت سیزدهم اجرا شد. ضمناً قانون ساماندهی بازار اجاره و مسکن برای اولین بار در دوران دولت سیزدهم توسط مجلس شورای اسلامی و قوانین الزام به تنظیم سند رسمی به تصویب رسید.
وی افزود: در زمینه بافت فرسوده با صدور ۹۶ هزار پروانه ساختمانی در سال ۱۴۰۲ رکورد جدیدی در کشور به ثبت رسید که جز با همکاری شهرداری‌ها انجام نمی‌شد.
وزیر سابق راه و شهرسازی در ادامه گزارشی از اقدامات حوزه حمل و نقل ارائه و اظهار کرد: در بخش حمل و نقل کلان پروژه ایران راه در این بخش تعریف شد و مجموع پروژه‌های سخت افزاری و نرم افزاری ذیل کلان پروژه ایران راه اجرایی شد. در همین راستا رکورد ترانزیت در سال ۱۴۰۲ بیش از ۵۷ درصد رشد کرد و به ۱۷.۷ میلیون تن رسید.
وی افزود: در دولت سیزدهم ۳۲۷ کیلومتر آزادراه، ۳۵۸۶ کیلومتر راه اصلی و بزرگراهی، بیش از ۷۴۲۵ کیلومتر راه روستایی و ۸۵۱ کیلومتر راه‌آهن به بهره برداری رسید. همچنین ۱۹۱۱ نقطه حادثه خیز رفع شد و ۳۸۸۶ واگن باری به ناوگان ریلی کشور اضافه شد.منابع
بذرپاش با بیان اینکه عملیات ساخت فاز ۲ شهر فرودگاهی امام خمینی (ره) از محل استجازه رهبری آغاز شد که می‌تواند در دولت چهاردهم به بهره برداری برسد، گفت: در حوزه بنادر و دریانوردی نیز ظرفیت اسمی بنادر به ۲۹۶ میلیون تن و ظرفیت کانتینری به ۷۰۰ هزار TEU افزایش یافت. همچنین احیای خلیج گرگان، لایروبی کانال آشوراده و توسعه بندر شهید بهشتی چابهار در راستای سیاست‌های ابلاغی رهبری انجام شد.
وی در ادامه به برگزاری کمیسیون‌های مشترک با کشورهای سوریه، امارات، ترکیه و آذربایجان اشاره کرد و افزود: در این دوره ستاد مراکز لجستیک کشور و ستاد ملی ترانزیت تعیین تکلیف شدند و دبیرخانه این ستادها در وزارت راه و شهرسازی قرار گرفت. [۷]
وزیر سابق راه و شهرسازی یادآور شد: آئین نامه استفاده از ظرفیت شرکت‌های دانش بنیان در این وزارتخانه، ابلاغ و ۱۰ کنسرسیوم تشکیل شد که امیدواریم این اقدام نیز ادامه یابد.>